# عبد الرحمن النتيفي
عبد الرحمن بن محمد بن إبراهيم النتيفي الجعفري (1303 هـ - 1385 هـ / 1885م - 15 مارس 1966م) هو فقيه ومحدث ومفسر لغوي مغربي.

## مسيرته[1][2][3]

### مولده ونسبه
الشيخ الإمام عبد الرحمن بن محمد بن إبراهيم النتيفي الجعفري، ينتهي نسبه إلى محمد الجواد بن علي الزينبي بن عبد الله بن جعفر بن أبي طالب، وعلي الزينبي هو ابن زينب بنت فاطمة الزهراء بنت النبي محمد . وُلد الشيخ عام 1303 هـ بقرية المقاديد بقبيلة هنتيفة التابعة لإقليم أزيلال.

### طلب العلم
لما أكمل الشيخ أربع سنين أدخله والده للكتاب فحفظ القرآن الكريم في صغره، وفي سنة 1316 هـ رحل إلى مدينة سطات وبها أكمل قراءة حمزة والكسائي، وفي سنة 1319 هـ بدأ بقراءة العلم على جمع من الشيوخ منهم: بوشعيب البهلولي. وسافر إلى فاس عام 1323 هـ وأخذ عن عدة مشايخ كالفاطمي الشرايبي ومحمد التهامي كنون ومحمد بن جعفر الكتاني وغيرهم. وفارق فاس عام 1325 هـ وقصد مراكش معرجا على الدار البيضاء فحضر موقعة تدارت التي تم على إثرها احتلال المدينة. وبعد الوقعة قصد الشيخ خنيفرة عاصمة قبائل زيان بالأطلس المتوسط فأقام بها وأنشأ مدرسة للعلم تخرج على يده جماعات كثيرة من أهل العلم كأخيه قاضي مراكش جعفر محمد النتيفي والفقيه عباس المعداني وغيرهما. حج البيت الحرام عام 1329 هـ وعاد من رحلته الحجازية عام 1330 هـ. ورجع إلى خنيفرة فمكث فيها لنشر العلم وإحياء الإسلام والسنة في تلك القبائل البربرية. خرج من خنيفرة بعد احتلال الفرنسيين لها وقصد قبائل أيت عمو. وفي سنة 1341 هـ دخل الدار البيضاء فاستوطنها وأنشأ بها مدرسة «السنة»، وتخرج على يده مئات من أهل العلم.

### ثناء العلماء عليه
أثنى عليه ثلة من العلماء، بل أثنى عليه بعض شيوخه الذين تتلمذ عليهم، ومن هؤلاء:
شيخه العلامة أحمد بن الخياط الفاسي حيث جاء في نص إجازته للشيخ النتيفي: «أجزت الفقيه الأجل المدرس المحقق النفَّاعة المبارك الأمثل سيدي عبد الرحمن بن محمد النتيفي، فيما يجوز لي وعني روايته، وتنسب إليَّ درايته من منقول ومعقول، وفروع وأصول، إجازة تامة شاملة مطلقة عامة». وشيخه العلامة أبو شعيب الدكالي حيث قال في إجازته له: «قد استجازني أخونا في الله العلامة الألمعي الذكي الحافظ اللودعي الفقيه السيد عبد الرحمن بن محمد النتيفي، في كل ما يجوز عني روايته من معقول ومنقول وفروع وأصول».
وقد كان العلامة أبو شعيب الدكالي يذكر الشيخ النتيفي في مجامعه بالعلم والفضل، وصرح مرارًا بأنه ياقوتة فريدة. وقال لحاجبه يومًا: «لا تحجب عني الحاج عبد الرحمن مهما جاء يستأذن ليلًا ونهارًا».
وأثنى عليه أيضًا نقيب الشرفاء العلويين بمكناس، ومؤرخ الدولة العلوية عبد الرحمن بن زيدان، والفقيه العلامة أحمد أَگُرَّام المراكشي، والعلامة عبد السلام السرغيني، والعلامة الأديب المختار السوسي، والعلامة السلفي شيخ الإسلام محمد بن العربي العلوي، وغيرهم كثير.

### تلاميذه
للشيخ تلاميذ كثيرون منهم:
- ولده العلامة حسن بن عبد الرحمن النتيفي: الفقيه الأديب النحرير، درس على والده وغيرِه من المشايخ، قام بالإمامة والتدريس في جامع اليوسفي بمدينة الدار البيضاء، له عدة مؤلفات منها: «تحفة الرسائل في أنواع من المسائل»، و«تنبيه أهل الغفلة من أهل الإيمان لبعض أخبار النبي عن هذا الزمان»، وله ديوان شعر، ومؤلف عن فلسفة التشريع الإسلامي، كما له ترجمة لأبيه. توفي سنة 1398 هـ. وله أشرطة سمعية نشر بعضها أبو عبد الله يوسف الزاكوري؛ محقق كتاب «نَظَرُ الأكياس في الرّد على جهمية البيضاء وفاس» للعلامة عبد الرحمن النتيفي.
- ولده الشيخ أحمد بن عبد الرحمن النتيفي: تتلمذ على والده، وله عدة مؤلفات منها: «الحكم بالسيف والنطع بعد الصفع على من أنكر أو كره الوضع والرفع» و«نظم الشمائل» وله ديوان شعر.
- الفقيه الحاج عباس التادلي: لازم الشيخ وصحبه إلى الحج، وكان يسرد على الشيخ في الباخرة دروسًا في المناسك، وتمنى خلال الرحلة أن يتوفاه الله بمكة فاستجاب الله دعاءه.
- العلامة المؤرخ محمد بن أحمد العبدي الكانوني: تتلمذ على الشيخ بفاس، وصحبه سنة 1338هـ لزيان، ثم لمراكش سنة 1339هـ وأخذ عنه الكثير من العلم، تولى وظيفة العدالة والإمامة والوعظ والإرشاد في مدينة آسفي، وهو مؤلف كتاب «آسفي وما إليه قديمًا وحديثًا» و«الرياضة في الإسلام».
- العلامة أحمد بن قاسم المنصوري: وهو من أنجب تلامذة العلامة، له مشاركة في عدة فنون خصوصًا الأدب والفقه والقضاء، صاحب كتاب «كباء العنبر من عظماء زيان وأطلس البربر»، وله عدة دواوين في الشعر.
- الفقيه علال الأعيشي التادلي: وهو الذي خلف الشيخ على تلامذته خلال حجته، فقام بمهمته أحسن قيام.
- الحاج عابد السوسي: وهو الذي ناصر الشيخ وأنفق عليه وعلى طلبته وشجعه على نشر دعوته.
- الفقيه عبد الرحمن بن الحاج: قام بالوعظ والإرشاد في مسجد خنيفرة، وناظر أصحاب الطرق الصوفية، وقدم خدمات جليلة للقضية الوطنية.
- الفقيه محمد بن ناصر الزياني: تخرج على يد الشيخ ورحل معه إلى فاس، قام بالوعظ والإرشاد في أصقاع البربر من بلاد زَيان.
- الفقيه الجيلالي بن محمد النتيفي: شقيق العلامة عبد الرحمن، كان مناهضًا للاحتلال الفرنسي، فقبض عليه الفرنسيون وسجنوه، ثم أصيب بداء السل، وأطلق سراحه بشرط مفارقة زيان، فحل بالدار البيضاء وبقي يعاني من مرضه إلى أن توفي.
- الفقيه محمد بن محمد النتيفي: شقيق العلامة أيضًا، أخذ العلم عن أخيه وبه تخرج، كان متميزًا في الأدب والشعر مع ذكاء وفطنة، تولى العدالة بالدار البيضاء ثم النيابة عن الفقيه القاضي الهاشمي بن خضراء إلى أن أوقفه الفرنسيون عن النيابة، فلزم داره إلى أن أعلن الاستقلال.
- الفقيه محمد حجي: تولى قضاء سلا وطنجة.

### مؤلفاته
رغم اشتغاله بالتدريس والإمامة والخطابة، فقد ربَت مؤلفاته على سبعين مؤلفًا؛ معظمها ردود على المبتدعة وأهل الأهواء، ونصرة للسنة، إضافة إلى أبحاث فقهية علمية.
قال الشيخ محمد زحل عن السبب الذي منع من انتشار كتب العلامة النتيفي: «والشيخ رحمه الله قليل ذات اليد، ليس له أعوان يسعفونه على المقصود، وقد مر على وفاته -رحمه الله- أكثر من عشرين سنة، وآثاره لم تر النور بعد، وكلها أو أكثرها في حوزتي الآن، وأرجو أن يتعاون معنا أنجاله الأساتذة الأفاضل في أن نقدم للقراء الكرام ما استطعنا طبعه منها بعد أن نذيله بتحقيقات مفيدة، وتعليقات تمهد السبيل بين يدي القارئ العادي حتى لا يحرم من الإفادة مما يقرأ، والله المستعان، وعليه البلاغ، ولا حول ولا قوة إلا بالله».
وهذه عناوين بعض مؤلفاته التي لم يطبع منها إلا القليل:
- «نظر الأكياس في الرد على جهمية البيضاء وفاس»: وهو تفسير لقوله تعالى: ﴿الرَّحْمَنُ عَلَى الْعَرْشِ اسْتَوَى﴾ [طه: 5]، ونصرٌ لقول السلف في إثبات هذه الصفة لله تعالى بغير كيف، وردٌّ على من خالف في ذلك متبعًا منهج المعطلة.
- «الاقتصار في جواز الشكوى والانتصار»: ردَّ فيه على جماعة من الصوفيين زعموا أن الشكوى للعبد ولله ليست من أوصاف أولياء الله العارفين، وبيَّن جواز الشكوى بدلائل قرآنية وأحاديث نبوية وقصائد شعرية.
- «الاستفاضة في أن النبي صلى الله عليه وسلم لا يُرى بعد وفاته يقظة»: رد فيه على من زعم أن الرسول صلى الله عليه وسلم يُرى بعد وفاته يقظة.
- «حل إبرام النقض في الرد على من طعن في سنة القبض»: وهو رد على الشيخ محمد الخضر الشنقيطي الذي ألف كتابًا في نصرة السدل.
- «تنبيه الرجال في نفي القطب والغوث والأبدال»: وهو كتاب نفيس في الرد على الصوفية الذين انتحلوا أسماء لشيوخهم: كالقطب والغوث…
- «لطف الله مع هبته في الرد على قاضي امْزَاب وشنيعته»: رد على القاضي الذي اتهم الشيخَ بنفي الأولياء الصالحين، فرد عليه بإثبات أن إنكاره يتعلق بالغلو في هؤلاء والتعلق بأولياء الشيطان.
- «الذكر الملحوظ في نفي رؤية اللوح المحفوظ»: رد على أحد فقهاء مكناس الذي ادعى أن الشيخ المجذوب دفين المدينة كان يرى اللوح المحفوظ، وهذه الدعوى لا تزال قائمة عند بعض الصوفية إلى يومنا الحاضر.
- «الإلمام في رد ما ألحقه مبتدعة زيان من العار بالإمام»: وهو رد على التجانيين الذين أفتوا بعدم صحة الصلاة وراء القاضي العلامة الطيب العلوي بقرية مريرت، وكان فقيهًا سنيًّا، فكاتب العلامة النتيفي بما وقع له معهم، فألف العلامة الكتاب في الرد عليهم وأعلم أن عدم الانتساب إليهم هو السنة المثلى.
- «الإعلام في الرد على من حقر بعض شعائر الإسلام»: وهو رد على مقال نشر بجريدة العلم المغربية، يعيب كاتبه الأضحية ويصف أهلها بالهمجية.
- «القول الجلي في الرد على من قال بتطور الولي»: وهو رد على بعض الصوفية الذين قرروا أن من كرامات الولي تتطور في أشكال شتَّى.
- «الميزان العزيز في البحث مع أهل الديوان المذكور في كتاب الإبريز للشيخ الدباغ عبد العزيز»: وهو رد على الصوفي الغالي عبد العزيز الدباغ الذي أثبت التصرف للأولياء في الكون، وأن لهم ديوانًا يجتمعون فيه.
- «الإرشاد والتبيين في البحث مع شراح المرشد المعين»: وهو رد على شراح «المرشد المعين على الضروري من علوم الدين» لابن عاشر في مسائل العقيدة، وما قرروه من أن كلام الله ليس بحرف ولا صوت خلافًا لمذهب السلف.
- «حكم السنة والكتاب في وجوب هدم الزوايا والقباب».
- «العارفون الأبرار يعبدون الله طمعًا في الجنة وخوفًا من النار»: وهو رد على الفقيه المهدي بن عبود الذي زعم أن العارفين يعبدون الله لا طمعًا في جنته ولا خوفًا من ناره.
- «النصر والتمكين في وجوب الدفاع عن فلسطين»: رد فيه على فقيه من فاس صرح بأن اليهود مظلومون، وأن الأرض الفلسطينية لهم.
- «خير المتاع في بيان أخطاء فقيه بني السباع»: رد فيه على الفقيه عبد الله السباعي في مؤلفه حول كرامات خارجة عن الشرع، وما أورده في حق تلميذ الشيخ المؤرخ محمد العبدي الكانوني.
- «كشف النقاب في الرد على من خصص أزواج النبي صلى الله عليه وسلم بآية الحجاب»: وهو رد على المنادين بتحرير المرأة.
- بحث الحق وأهله مع صاحب "الحِكم" وشيعته": وهو رد على بعض الحكم التي أوردها ابن عطاء الله السكندري في كتابه الحكم في أمور مخالفة للشريعة.
- «البراهين العلمية فيما في الصلاة المشيشية»: والصلاة المشيشية نسبة إلى الصوفي عبد السلام بن مشيش، وهي صيغة مبتدعة للصلاة على الرسول صلى الله عليه وسلم، مع ما فيها من الشركيات، وهي: (اللهم صل على من مِنْه انشقت الأسرار، وانفلقت الأنوار، وفيه ارتقت الحقائق، وتنزلت علوم سيدنا آدم عليه السلام فأعجز الخلائق… إلخ).
- «الزهرة في الرد على غلو البردة»: والبردة قصيدة في مدح النبي صلى الله عليه وسلم للبوصيري الصنهاجي، واسمها: «الكواكب الدرية في مدح خير البرية».
- «الحجج العلمية في رد غلو الهمزية»: والهمزية قصيدة للبوصيري أيضًا في مدح النبي صلى الله عليه وسلم.
- «الدلائل البينات في البحث في دلائل الخيرات وشرحه مطالع المسرات»: «دلائل الخيرات وشوارق الأنوار في ذكر الصلاة على النبي المختار» للجزولي، وشرحه محمد المهدي الفاسي في «مطالع المسرات بجلاءِ دلائل الخيرات».
- «السيف المسلول في الرد على من حكم بتضليل من ترك السيادة في صلاة الرسول صلى الله عليه وسلم».
- «أوثق العرى في الأحكام المتعلقة بالشورى»: رد فيه على من عارض الصحابة رضي الله عنهم في مبايعة الخلفاء ونيابتهم عن الأمة، وأحكام الشورى ومتعلقاتها.
- «رد الطاعنين في سحر اليهود لسيد المرسلين صلى الله عليه وسلم».
- «إيقاظ الهمم في أن عهود المشايخ لا تلزم»: رد فيه العلامة على الصوفية وعهودهم الباطلة مع شيوخهم.
- «القول الفائز في عدم التهليل وراء الجنائز»: انتصر فيه العلامة للقول بصواب تشييع الجنائز بالسكوت وعدم التهليل وراءها، مخالفًا بذلك ما انتشر عند الناس من الجهر بالذكر عند تشييع الجنائز.
- «إرشاد الحيارى في تحريم زي النصارى»: بين العلامة حكم الشرع في لباس النصارى وآراء العلماء في ذلك.
- فهرسته التي تشتمل على أسانيده ومروياته وإجازة العلماء له.

### وفاته ووصيته
توفي ليلة الثلاثاء 23 ذي القعدة سنة 1385 هـ الموافق ل 15 مارس 1966م بعد مرض عضال دام سنوات. وأوصى بعدم البناء على قبره وألا يكتب على شاهد القبر إلا ما يلي: «هذا قبر الراجي عفو ربه ومولاه والتارك دنياه كما أسبلها عليه لا زاده من ذلك، المرحوم بكرم الله عبد الرحمن بن محمد النتيفي»، وأوصى بعدم تأبينه.

## روابط خارجية
- كتب ترجمة الشيخ أبي زيد عبد الرحمن النتيفي